# 空港用化学消防車

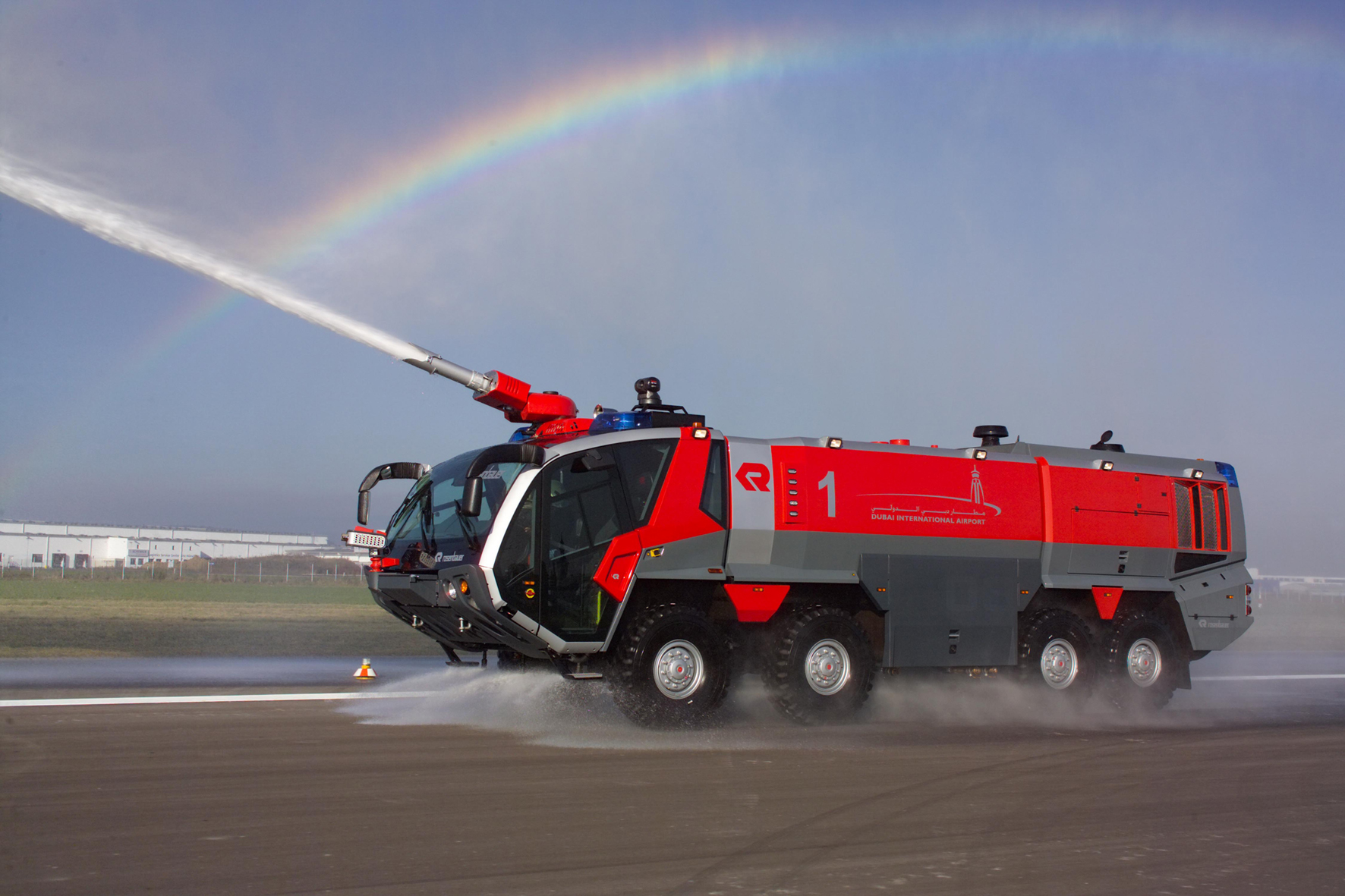
放水するローゼンバウアー社製・パンサー

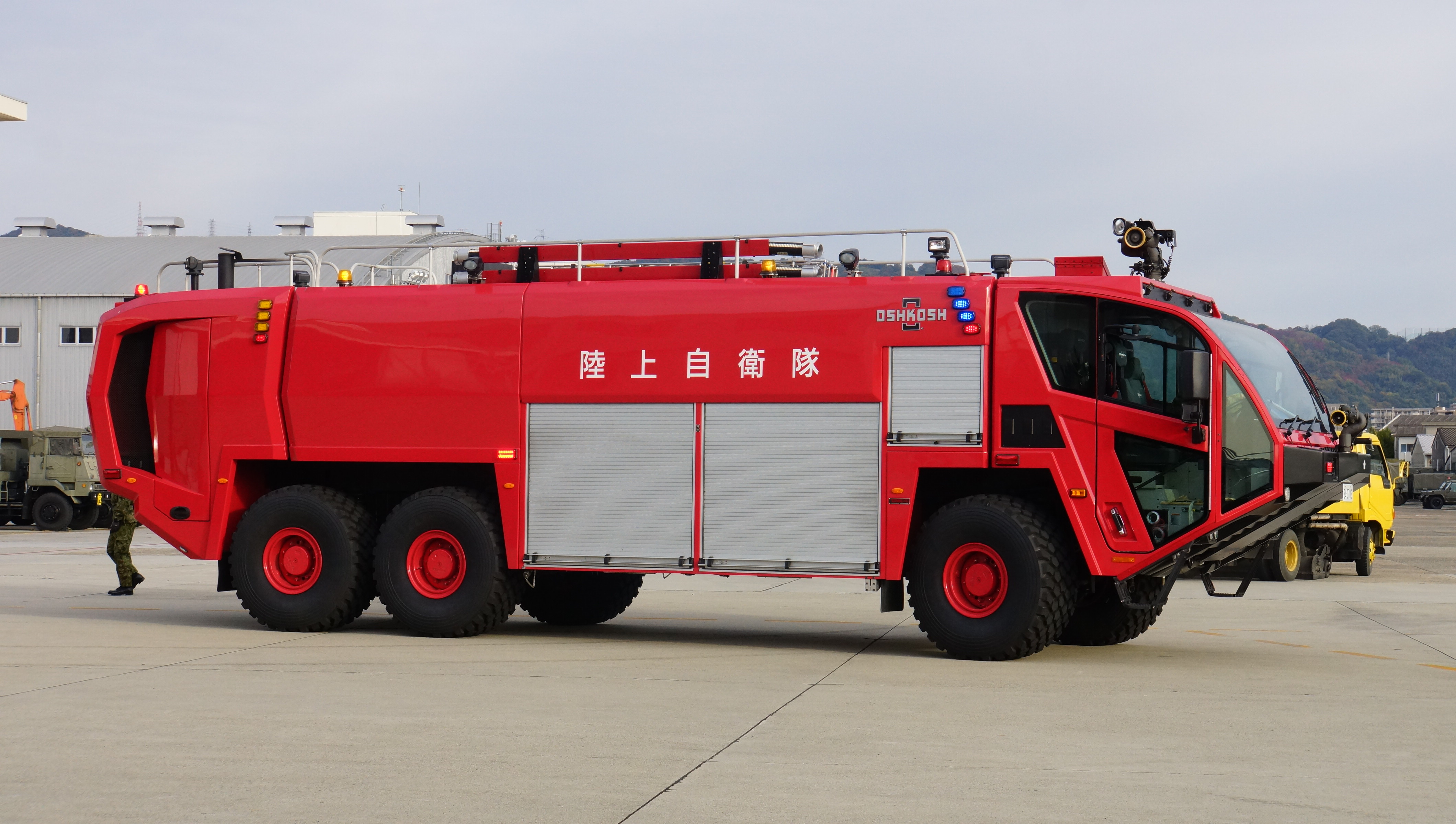
陸自の5000L級救難消防車IB型として採用されたオシュコシュ社製・グローバルストライカー

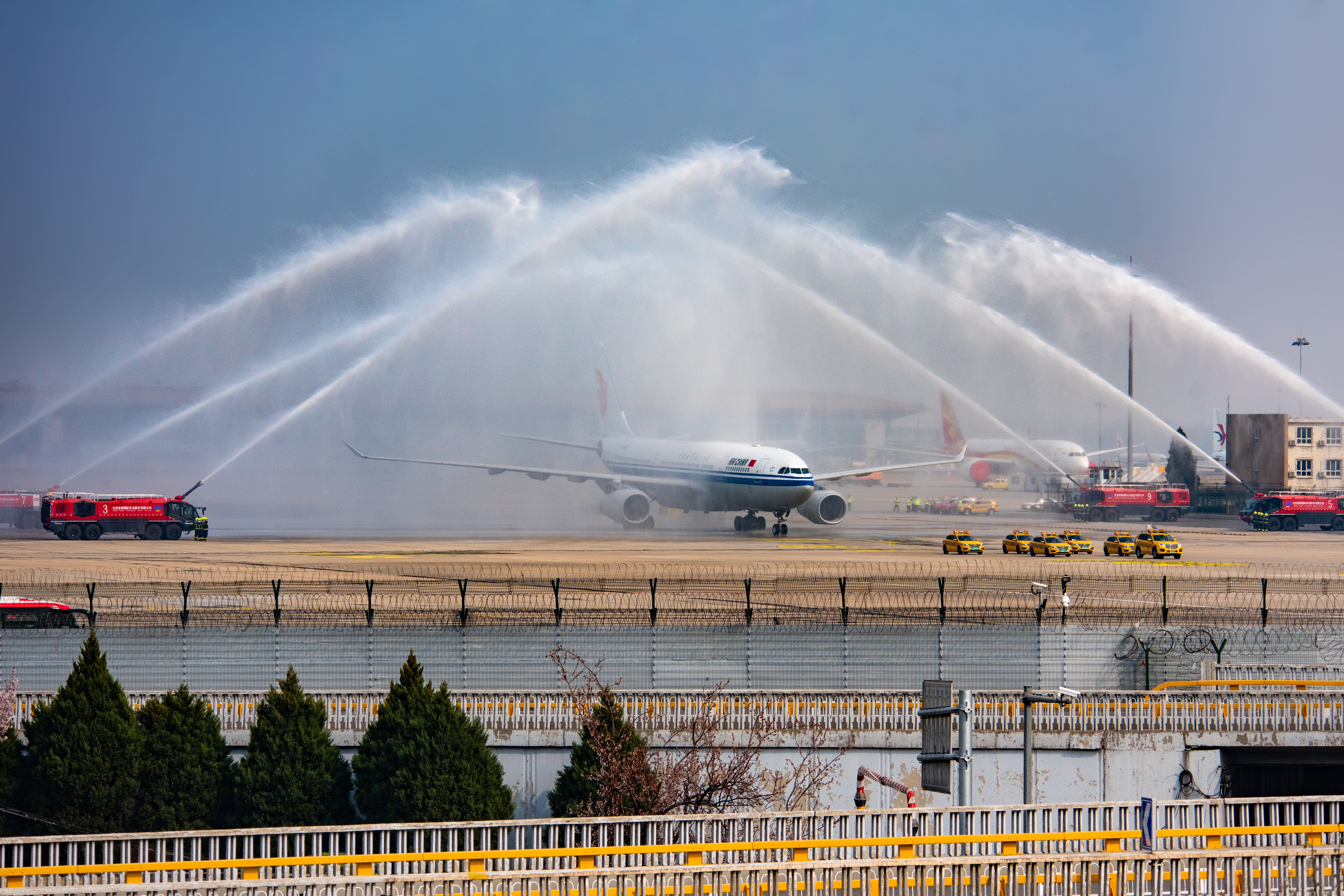
就航初便や記念行事に対する歓迎放水

空港用化学消防車（くうこうようかがくしょうぼうしゃ）とは、航空事故に備えて空港に配備される化学消防車。大量の水槽と強力な放水の土台となる車両であるが、同時に広大な飛行場で速やかに展開する速力と高い不整地走行能力も求められる。飛行場内でのみ使われる車両であり一般道路で使用する際に掛けられる制限を考えないで設計できるので、通常の消防車に比べ大型のタンクを備えた消火能力の高いものが多い。
日本ではモリタが「MAF」シリーズを製造している他、ローゼンバウアー「パンサー」シリーズ、オシュコシュ「ストライカー」シリーズ、マギルス「ドラゴン」シリーズ、シデス「センチネル」も輸入されている。かつては東急車輛製造も製造していたが、現在は製造されていない。